# 笠原清繁
笠原清繁（1515年—1547年9月24日），日本戰國時代武將。通稱新三郎。父母不詳。
依田笠原氏是信濃國佐久郡的國人眾。志賀城城主（現今長野縣佐久市志賀）。一說指原本是諏訪氏一族。

## 生平
在永正12年（1515年）出生，前半生不詳。天文10年（1541年），甲斐國守護武田晴信（信玄）在繼承家督後，開始侵攻信濃，攻略諏訪郡、北佐久郡，並在天文15年（1546年）5月，令佐久郡內山城（現今佐久市內山）的大井貞清投降（『高白齋記』）。
翌年（1547年），向在上野國平井城（現今群馬縣藤岡市）邀請關東管領上杉憲政救援，得到上杉氏側的武將兼與清繁有親戚關係的西上野菅原城城主高田憲賴的援軍，於是與武田氏對抗。同年閏7月24日，武田軍開始進攻志賀城，並包圍城池。對此，憲政派遣金井秀景等西上野眾為援軍，不過武田軍在小田井原之戰（地點在現今長野縣北佐久郡御代田町）中將其擊退（『高白齋記』、『勝山記』）。
在小田井原戰敗後，被斷絕救援的志賀城在8月11日被攻陷（『高白齋記』、『勝山記』），清繁在此時被荻原昌之殺死。武田軍在確保西上野口的情況下，開始攻略小縣郡。根據『勝山記』記載，清繁的後室被武田家臣兼甲斐都留郡領主小山田信有（出羽守）納為妾室，被送到都留郡駒橋（現今山梨縣大月市）。

## 死後
在江戶時代後期的『甲斐國志』中，記載了關於清繁後室的駒橋傳說和童謠。另外，武田氏在佐久郡豪取強奪，捕捉前往志賀城籠城的男女，把他們當作奴隷並送到甲斐，價格是2貫文至10貫文（『勝山記』）。因為武田軍過於殘酷的手段，信濃國的國人眾有很大反應，以後武田方與村上義清等勢力的戰鬥展開。天文19年（1549年），武田軍進攻村上方的戶石城時，因為守備兵中有許多對志賀城的事件而對武田感到怨恨，於是頑強抵抗武田軍的攻擊。而疲弊的武田軍遭到前來救援戶石城的村上軍本隊反撃，並大敗（砥石崩）。

## 外部連結
- 武家家伝＿笠原氏 （页面存档备份，存于）